# Rottendorf
Rottendorf ist eine Gemeinde im unterfränkischen Landkreis Würzburg.

## Geographie
Rottendorf liegt in der Region Würzburg.
Die Gemeinde besteht aus drei Gemeindeteilen (in Klammern ist der Siedlungstyp angegeben):
- Rothof (Kirchdorf)
- Rottendorf (Pfarrdorf)
- Wöllriederhof (Gut)

Es gibt nur die Gemarkung Rottendorf.

## Geschichte

### Mittelalter und Neuzeit
Rottendorf, ursprünglich „Rotendorf“ oder „Rodendorf“, wurde um 1025 erstmals urkundlich erwähnt. Als Teil des Hochstiftes Würzburg (Stift Haug), das zum Fränkischen Reichskreis gehörte, wurde Rottendorf 1803 zugunsten Bayerns säkularisiert, dann im Frieden von Preßburg (1805) Erzherzog Ferdinand von Toskana zur Bildung des Großherzogtums Würzburg überlassen, mit welchem es 1814 endgültig an Bayern fiel. Im Jahr 1818 entstand die politische Gemeinde. Auf seinem Gut in Rottendorf gründete 1836 Joel Jakob von Hirsch neben einer Brauerei eine Rübenzuckerfabrik, wobei er, um das Königreich von Rohrzuckerimporten aus Übersee unabhängig zu machen, von der bayerischen Regierung Unterstützung erhielt.

### Einwohnerentwicklung
| Jahr | Einwohnerzahl |
| ---- | ------------- |
| 1950 | 2866          |
| 1961 | 3060          |
| 1970 | 3935          |
| 1987 | 4286          |
| 1991 | 4438          |
| 1995 | 4699          |
| 2000 | 4761          |
| 2005 | 5238          |
| 2010 | 5259          |
| 2015 | 5354          |
| 2020 | 5642          |

Im Zeitraum 1988 bis 2018 stieg die Einwohnerzahl von 4277 auf 5329 um 1052 Einwohner bzw. um 24,6 %.  
Quelle: BayLfStat

## Politik
- CSU: 7
- BWG: 6
- SPD: 4
- Grüne: 3

### Gemeinderat
Der Gemeinderat hat 21 Mitglieder (mit dem 1. Bürgermeister). Bei der Kommunalwahl vom 15. März 2020 haben von den 4282 stimmberechtigten Einwohnern in der Gemeinde Rottendorf 2853 von ihrem Wahlrecht Gebrauch gemacht, womit die Wahlbeteiligung bei 66,63 % lag.

### Bürgermeister
Erster Bürgermeister ist seit 1. Mai 2014 Roland Schmitt (CSU). Bei der Kommunalwahl vom 15. März 2020 wurde er mit 92,54 % der Stimmen wiedergewählt. Sein Vorgänger war Rainer Fuchs (BWG).

### Wappen
| Wappen von Rottendorf | Blasonierung: „Geteilt; oben in Rot drei silberne Spitzen, unten in Blau ein goldener Sparren.“ |
| Wappen von Rottendorf | Wappenbegründung: Das Wappen zeigt den geteilten Schild; oben in Rot drei silberne Spitzen – unten in Blau ein goldener Sparren. Die drei silbernen Spitzen in Rot (Fränkischer Rechen) und die Wappenfarben Silber und Rot symbolisieren Hochstift und Domkapitel von Würzburg. Der goldene Sparren auf blauem Grund ist dem Wappen von Stift Haug, Würzburg, entnommen. Das Wappen wurde von dem inzwischen verstorbenen Rottendorfer Maler und Graphiker Ossi Krapf entworfen und am 15. Februar 1962 vom Bayerischen Staatsministerium des Innern genehmigt. |

### Gemeindepartnerschaften
- Die Partnerschaft zum nordfranzösischen Ort Troarn (etwa zehn Kilometer von Caen entfernt) besteht seit 1987.

## Kultur und Sehenswürdigkeiten

### Theater
- Theatergruppe Rottendorf e. V.

### Musik

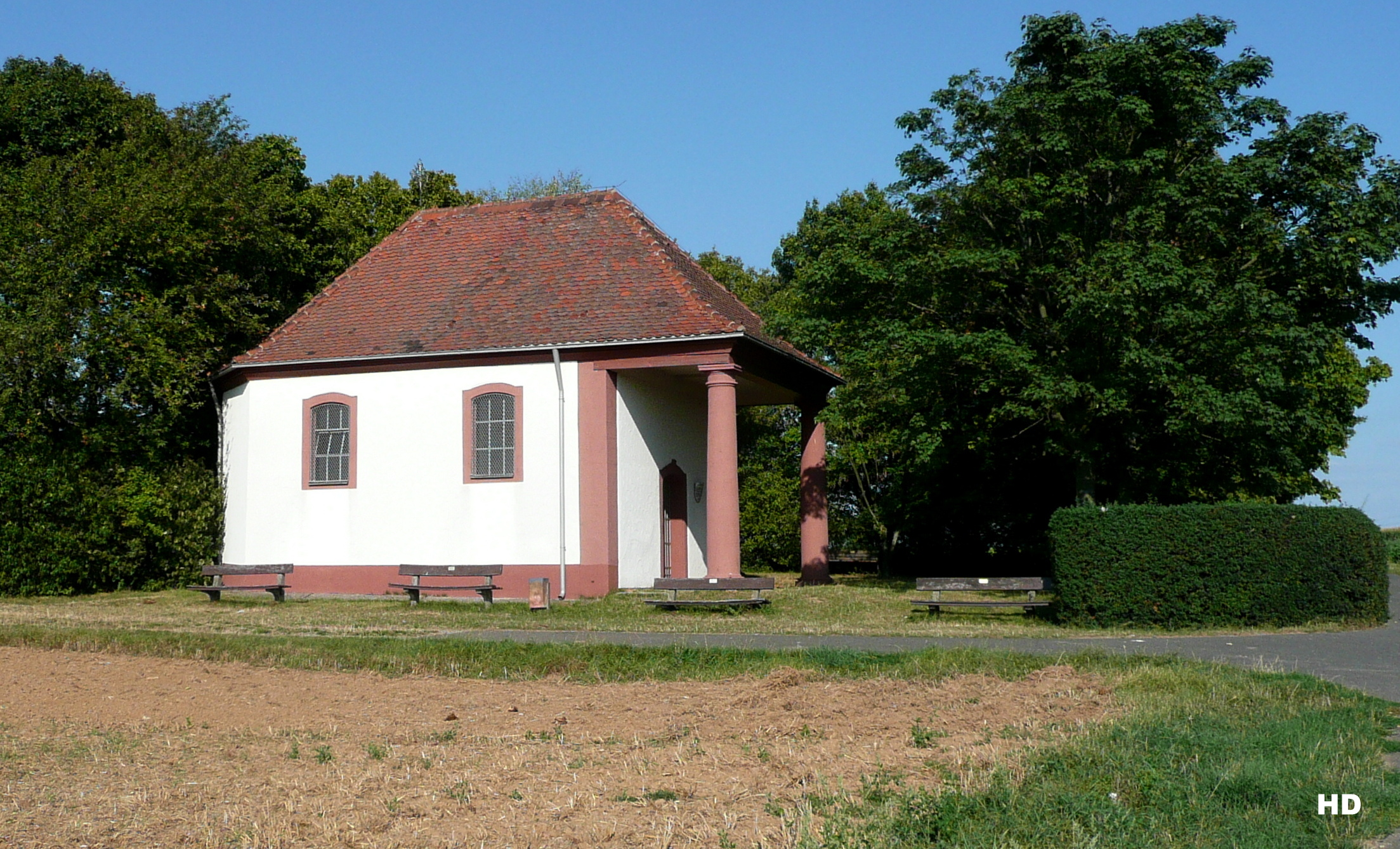
Kapelle

- Symphonisches Blasorchester Rottendorf der Musikkapelle Rottendorf e. V.

### Bauwerke
- Käppele, eigentlich Marien-Kapelle, von 1753[11]
- Kriegerdenkmal
- Wasserschloss, von vor 1500, auf dem Gelände des Gutes Wöllrieder Hof
- Katholische Kirche St. Vitus
- Katholisches Vereinsheim Marienheim, 1924/25 im Stil des Historismus/Heimatstil errichtet[12]
- Hirsch'sche Zuckerfabrik, aus dem 19. Jahrhundert
- Seinsheimschule, 1972 nach Plänen von Walther und Bea Betz erbaut,[13] die als ein Vorreiter des modernen Schulbaus in Deutschland gilt.[14]

## Wirtschaft und Infrastruktur
Rottendorf ist mit 3919 sozialversicherungspflichtigen Beschäftigten (Stand 30. Juni 2010) der größte Gewerbestandort im Landkreis Würzburg.

### Ansässige Unternehmen
- Hauptsitz von S.Oliver
- Hauptsitz von Edeka Nordbayern-Sachsen-Thüringen
- Hauptsitz von Frankonia
- Hauptsitz von Norconia (Handelsvertretung für Norinco in Europa)

### Verkehr

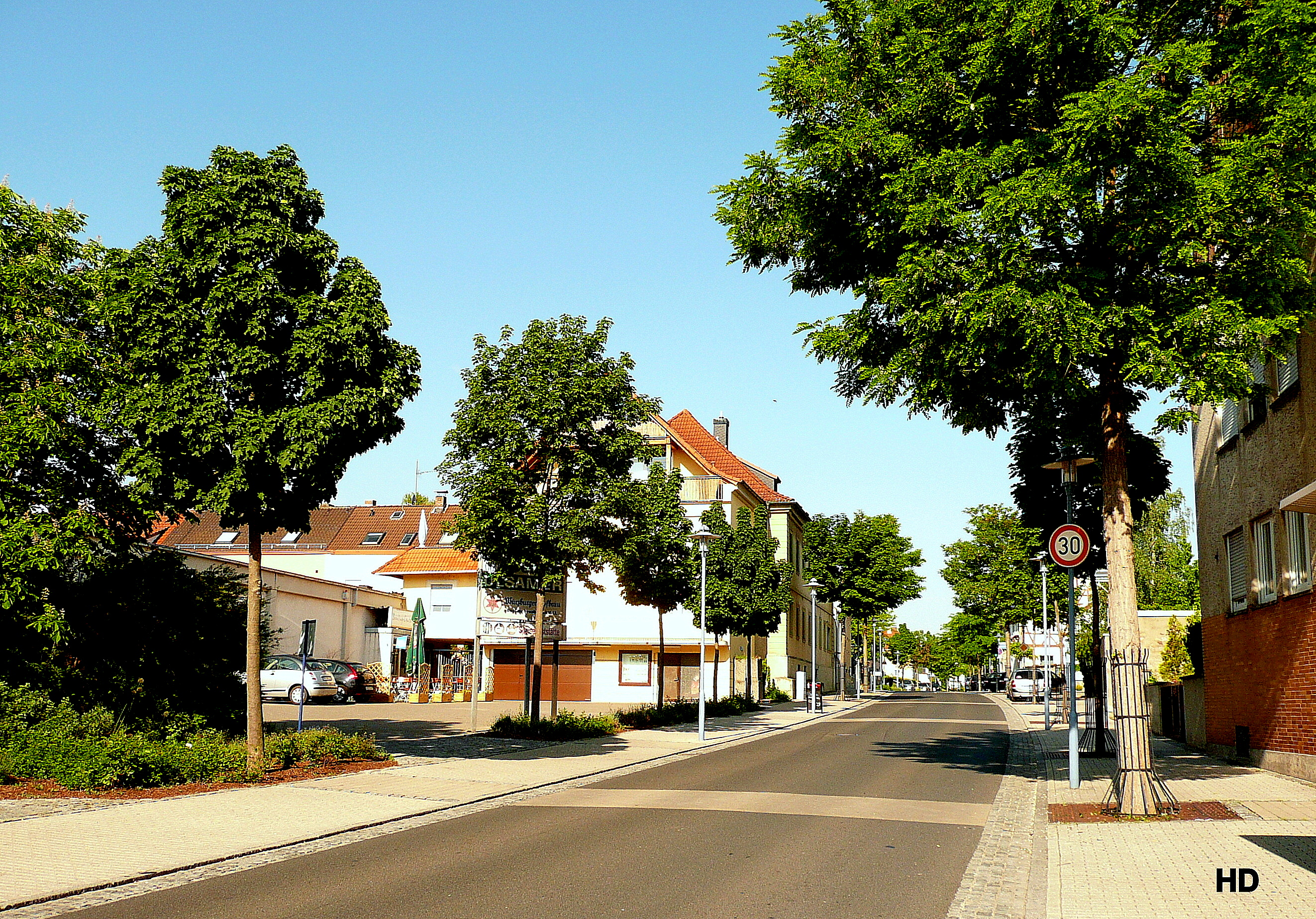
Ortsdurchfahrt

Rottendorf hat einen Bahnhof, an dem sich die Bahnstrecke Bamberg–Rottendorf von der Bahnstrecke Fürth–Würzburg abzweigt. Auf beiden Strecken verkehren stündlich je ein Regional-Express und eine Regionalbahn.
Rottendorf liegt an der Bundesstraße 8, über die die nahe gelegene Anschlussstelle Rottendorf und Biebelried der Autobahn 3 und der A 7 erreicht wird.
Rottendorf ist Endpunkt der im dritten Gutachterentwurf des Deutschlandtakts geplanten Neubaustrecke.

## Öffentliche Einrichtungen und Kultur

### Bildung
- Grundschule Rottendorf mit Schwimmhalle[18]
- Sing- und Musikschule
- Kinderhaus „Am Grasholz“ des Johannesverein e. V.
- Kindergarten „Am Marienheim“ des Johannesverein e. V.
- Kindergarten „Am Bremig“ der Evang. -Luth. Kirchengemeinde Rottendorf
- Mini-Club s.Oliver, Betriebsträger BRK Kreisverband Würzburg

### Vereine, Sport
- TSV 1869 Rottendorf, Fußball, Volleyball, Badminton, Radball, Tischtennis, Schach, Turnen und Gymnastik, Karate
- Rottendorfer Karnevalsgesellschaft (RoKaGe), eine Abteilung des TSV Rottendorf
- Bayerisches Rotes Kreuz, Bereitschaft Rottendorf
- Wasserwacht, Ortsverband Rottendorf
- Malteser Hilfsdienst e. V., Ortsverband Rottendorf
- Freiwillige Feuerwehr Rottendorf
- KKS-Rottendorf, Kleinkaliber-Schützenverein

### Begegnungsbahnhof Rottendorf
Das Bahnhofsgebäude wurde 2019 von der Gemeinde erworben und zu einem Begegnungszentrum mit öffentlichen Veranstaltungsräumen und Gastronomie umgebaut, mit der Eröffnung im Juni 2023.

## Persönlichkeiten

### Söhne und Töchter des Ortes
- Oskar „Ossi“ Krapf (1922–1996), Maler und Grafiker, Krapf betrieb ein Atelier in Rottendorf

### Persönlichkeiten, die im Ort gewirkt haben
- Andreas Schellhorn (1761–1845), Pfarrer, Dichter, Lexikograf und Sprachwissenschaftler, war als Geistlicher in Rottendorf tätig
- Eulogius Böhler (1861–1943), Kirchenmaler und Restaurator, fertigte 1914 ein heute nicht mehr vorhandenes Kunstwerk für die örtliche Pfarrkirche an
- Eduard Eichmann (1870–1946), Priester, Theologe und Kirchenrechtler, war drei Jahre lang als Kaplan in Rottendorf tätig
- Fritz Geißler (1889–1971), Politiker und Jurist, war ab 1938 als Amtsverweser in Rottendorf tätig
- Helga Strätling-Tölle (1927–2017), Psychotherapeutin und Schriftstellerin, lebte ab 1960 in Rottendorf
- Gerhard Launer (* 1949), Luftbildfotograf, betreibt in Rottendorf die Gerhard Launer WFL-GmbH
- Achim Heukemes (* 1951), Ultramarathonläufer, lebt in Rottendorf
- Jürgen Müller (* 1963), Mediziner, besuchte in Rottendorf die Grundschule
- Bas Kast (* 1973), Autor und Journalist, lebt in Rottendorf